# Teleisla
Teleisla, bajo el indicativo WSTE-DT es una estación de televisión independiente puertorriqueña que opera con licencia en Ponce. La emisora es propiedad del consorcio Inversiones WSTE Broadcast Group, empresa matriz que conforma el conglomerado televisivo Univision Communications que es propiedad desde el 31 de octubre de 2008. Esta estación tiene sus estudios en la calle Carazo en Guaynabo, al frente de los estudios de Univisión Puerto Rico. WSTE mantiene una red de cinco sitios transmisores, ubicados en cerro En Punta Ponce, en cerro La Marquesa en Aguas Buenas, en cerro Canta Gallo en Aguada, en la Autopista 22 en Arecibo, y en el Monte del Estado en Mayagüez.[cita requerida]

## Historia

### WRIK-TV (1958 - 1969)
La estación inició sus emisiones el 2 de febrero de 1958 en la ciudad de Ponce a través del Canal 7, siendo la cuarta estación de televisión en Puerto Rico y primera en Ponce, por detrás de WAPA-TV (Canal 4), WKAQ-TV (Telemundo) y WORA-TV de Mayagüez. Fue propiedad del empresario Alfredo Ramírez de Arellano y Bartoli (dueño de la estación WORA-TV) estableciendo sus instalaciones en el edificio residencial Darlington en la calle Marina en Ponce, y su torre de transmisión estaba ubicada en el Hotel Ponce Intercontinental (hoy abandonado). 
En sus primeros años funcionó como una estación independiente, al igual que otras emisoras de televisión en ese entonces. Fue el primer canal de televisión en transmitir su programación local 18 horas al día, entre los más destacados fueron las películas, dibujos animados,  noticias y telenovelas cubanas (que en este momento se producían, antes de la Revolución Cubana). En 1960 la emisora se denominó como Rikavisión Canal 7, al expandir su programación hacia San Juan por medio de repetidoras prestadas del Canal 2 de Telemundo. Bajo la dirección de George Mayoral, se estrenó el programa "El Show de Tito Rodriguez", siendo el primer programa talk-show que contaba con la participación de diversos artistas que saltaron a la fama de la televisión. Este programa fue muy popular durante los años 60 hasta su finalización en 1970.

### Rikavisión (1969 - 1979)
Inspirado en el modelo del canal venezolano RCTV, se decidió relanzar el canal bajo la dirección de un acuerdo entre David Picker, presidente de la United Artists Corporation, y Alfredo Ramírez de Arellano, presidente de las emisoras WRIK-TV y WORA-TV de Mayagüez, se anunció la creación de una cadena a través de los canales 5 de Mayagüez y 7 de Ponce y que estaría operado desde dicha ciudad. Esta estación pasó denominarse como Rikavisión y cubría desde Ponce hasta San Juan. En 1970, Ramírez de Arellano vende la estación de Ponce a United Artists y se mudó a San Juan, manteniendo el nombre de la estación, mientras que el logo era un gallo. Desde San Juan, se produjo diversos programas como Ahí Va Eso, Contigo Anexo 3, El Show de Carol Myles, el recordado programa infantil Rikalandia y debido de su afiliación con el canal venezolano, solo se transmitió el programa humorístico Radio Rochela y las telenovelas producidas por ese canal. Un año después, la emisora vuelve a mudarse hacia Ponce, pero se mantuvieron sus informativos locales. Rafael Torres, era el director general de la estación.

### Teleluz (1979 - 1985)
En 1978, la empresa Transamerica Corporation adquirió una parte de la United Artists Corporation, vende la estación WRIK-TV al productor Tommy Muñiz, propietario de la estación radial WLUZ AM (hoy Radio Luz) y en su indicativo se cambió al igual que su emisora radial. Fue relanzado el 31 de diciembre de 1979 con la transmisión de una gala inaugural en víspera de año nuevo, y durante su existencia estuvo como una afiliada con la programación de la cadena ABC en series dobladas al español pero se mantuvo los informativos. Para 1984, fue la única emisora en transmitir los Juegos Olímpicos de Los Ángeles. Para 1985, debido a las fuertes deudas financieras y una baja audiencia, Muñiz se decidió vender la estación a un conglomerado con un cierto capital.

### Super Siete (1985 - 2009)
Malrite Communications Group adquiere el control de la emisora y fue relanzado a partir de 1987 con el nombre de SuperSiete con el cambio del indicativo como WSTE. La estación experimentó un éxito limitado en el momento usando coloridos gráficos en movimiento y un nuevo logotipo, así como anuncios importantes en los periódicos y televisando comedias populares estadounidenses de la época, junto a eso, también fue la estación que transmitió la ceremonia de los Premios Oscar y de la transmisión del festival internacional de la canción de Viña del Mar. En esta etapa, Super Siete fue la primera estación de televisión en Puerto Rico en transmitir diversos seriados de animé japonés que se gozaron un éxito notable para la juventud y en su producción estrenaron diversos programas propios como El Show de Burbujita y Bolillo, Telekids (un espacio de dibujos animados los fines de semana en las mañanas, el programa más antiguo No te Duermas con Antonio Sánchez El Gánster, que duró hasta el 2001 cuando se mudó a Telemundo hasta su final en 2008. También la estación se produjo el exitoso programa de concursos con La Hora de Oro con Héctor Marcano y Antonio Sánchez "El Gangster", y dos comedias de situación familiar, Maripili y El Cuartel de la Risa. Además, el canal volvió a renovarse los informativos como Noti Cápsulas, bajo la dirección de Doris Torres, con un escenario basado de los informativos estadounidenses.
En 1991, cuando Malrite compró las estaciones WLII-TV y WSUR-TV, vendió la estación WSTE al consorcio Siete Grande Television, Inc., liderado por el empresario Jerry Hartman. Sin embargo, la estación cambió el nombre como Supersiete y se mantuvo su programación con la renovación de diversos espacios, sobre todo en las transmisiones deportivas. Para mediados de los 90, fracasó la nueva programación debido a que la emisora WLII-TV (Univisón Puerto Rico) fichó a varias personalidades a la estación, lo cual la estación comenzó a retransmitir de forma afiliada con la emisora WLII en la zona occidental y central de la isla. Para 1996, y con cierre del departamento de los informativos de la emisora, se llegó su acuerdo de afiliación la estación WORA-TV. Esto se llevó un conflicto con la FCC, debido a que la programación de WLII era transmitida por más de dos estaciones en cuatro puntos cardinales. Llegó un momento de que Teleonce contaba con la transmisión de su señal a través de los canales 11, 9, 7, 5 y 22. Después, recibió una amonestación de la FCC, por lo que WLII retiró la cobertura de WSTE.
A finales de los 90, WSTE anunció la cancelación del departamento de noticias y la posterior cancelación de varios programas propios (se desconocen de varios programas) y fueron reemplazados por espacios envangélicos, infomerciales, programas de concesionarios de automóviles y carreras de caballos del Hipódromo Camarero. Aunque en la programación infantil se mantuvo en buena cifra, e incluso las transmisiones deportivas y las películas eran la programación que se mantenía en un frote financiero.
El 26 de marzo de 2008, Siete Grande Televisión anunció la venta de la estación WSTE a Univision Communications con la finalidad de relanzar un canal de televisión que estaría enfocado netamente en el Entretenimiento y la reapertura de los informativos que no se llegó a realizar. 
La venta fue aprobada por la FCC el 11 de octubre de 2008. El 23 de junio de 2009, sin anuncio oficial, cambió de nombre a Teleisla a través del lanzamiento de su señal digital WSTE-DT. Este mismo año se muda a su nueva sede en la calle Carazo en Guaynabo, al frente de los estudios de Univisión Puerto Rico.

### Teleisla (2009 - presente)
El 12 de junio del 2009 cambió de nombre como Teleisla y se mantuvo el indicativo como WSTE-DT a través del Canal 7.1. Sin embargo, se retiró los espacios religiosos y empezó a retransmitir varios programas de los distintos canales de Albavisión para ocupar la programación. En junio de 2012, se lanzó un nuevo logotipo con un trébol de cuatro hojas (naranja, verde, violeta y azul) que representa los distintos horarios de programación del canal. 
La estación se amplió a las 24 horas con la incorporación del seriado La Rosa de Guadalupe desde las 01:00 hasta las 06:00. A principios de 2016, el canal empezaría a volver a emitir series de animé japonés siendo a Bleach, Naruto, Pokémon (desde la temporada 1) y los espacios de dibujos animados en distintos horarios, incorporando la franja de películas de las tardes (Telecine) y telenovelas colombianas producidas por Caracol Televisión. A mediados de 2017, Teleisla amplió su horario de transmisión, agregando el informativo Euronews (en su versión en español) de 06:00 a 12:00. 
| Canal | Video | Pantalla | Nombre  | Programación                     |
| ----- | ----- | -------- | ------- | -------------------------------- |
| 7.1   | 1080i | 16:9     | WSTE    | Teleisla (Estación Principal)    |
| 7.2   | 1080i | 16:9     | WIPR TV | WIPR TV (Programación Educativa) |